# Pogoniulus makawai
Pogoniulus makawai är en fågel i familjen afrikanska barbetter inom ordningen hackspettartade fåglar. Den är enbart känd från ett enda exemplar som insamlades i Zambia 1964. IUCN placerar arten därför i kategorin kunskapsbrist. De flesta taxonomiska auktoriteter erkänner den inte som taxon utan betraktar den som synonym med Pogoniulus bilineatus bilineatus alternativt som en underart till denna.